# ジョン・クリッテンデン
ジョン・ジョーダン・クリッテンデン（英語: John Jordan Crittenden, 1786年9月10日 - 1863年7月26日）は、アメリカ合衆国の政治家。合衆国上下両院の議員を務め、第15代および第22代アメリカ合衆国司法長官を務めた。彼はまた第17代ケンタッキー州知事であり、州議会議員も務めた。大統領の潜在的候補として頻繁に言及されたが、彼は大統領選への出馬に決して同意しなかった。

## 概要
その政治経歴はケンタッキー州下院議員として始められ、彼はしばしば下院議長職も務めた。第二党システムの到来で、彼は国民共和党（後のホイッグ党）と同盟してヘンリー・クレイを支持し、民主党のアンドリュー・ジャクソン、マーティン・ヴァン・ビューレンと対峙した。上院のジャクソン支持者は、1828年のジョン・クィンシー・アダムズによるクリッテンデンの連邦最高裁陪席判事指名承認を拒否したが、彼は短期間ケンタッキー州務長官を務め、その後ケンタッキー州下院は彼を上院議員に選出した。
ウィリアム・ハリソン大統領はクリッテンデンを司法長官に任命したが、ハリソンの死後に就任したジョン・タイラーは政治上の立場が異なり、クリッテンデンは司法長官を辞職せざるを得なかった。その後1842年に再び上院議員に選任され、1848年に州知事選に立候補するまで同職を務めた。クリッテンデンが知事選に出馬したのは1848年の大統領選でザカリー・テイラーを援助するためであった。テイラーは大統領に就任したものの、1825年にクレイが非難されたように、クリッテンデンは内閣でのポストを「闇取引」で得たと告発されることを恐れ、就任を拒否した。1850年のテイラーの死に続き、クリッテンデンは知事を辞職し、フィルモア大統領による司法長官の指名を受諾した。
ホイッグ党が1850年代半ばに崩壊し、クリッテンデンはノーナッシング党に加わった。司法長官としての任期を終えると、彼は再び上院議員に選出された。上院で彼は合衆国の分裂を防ぐために奴隷制の問題における妥協を促した。南部脱退の脅威が増加するに従って、クリッテンデンは各党から中道主義者を探し出して、立憲連合党を結成したが、1860年の大統領選では大統領候補への指名を拒否した。1860年12月、彼は「Crittenden Compromise」を著した。それは内戦を避けるための一連の決議と憲法改正案であった。しかしながら、議会はそれらを承認しなかった。クリッテンデンは1861年に下院議員に選出され、その任期の間中、州の和解を探り続けた。彼は1863年に再選を求めて下院議員への立候補を宣言したが、選挙が行われる前に死去した。

## 生い立ちと初期の経歴
ジョン・ジョーダン・クリッテンデンは1786年9月10日に、バージニア州西部（現在のケンタッキー州ヴァーセイルズ近郊）において誕生した。父親は大陸軍の退役兵ジョン・リー・クリッテンデン、母親はジュディス・ハリス (Judith Harris 1765-1813) であった。夫妻の2番目の子どもであり、長男であった。夫妻には4人の息子と5人の娘がいたが、一人を除いて全員が幼少期を乗り切った。父方はウェールズの家系であったが、母親の家族はフランスのユグノーであった。父親はジョージ・ロジャース・クラークと共にケンタッキーの土地を調査し、独立戦争の後に入植した。クリッテンデンの弟二人、トーマスとロバートは弁護士になり、もう一人のヘンリーは農夫となった。
クリッテンデンはウッドフォード郡のピスガー・アカデミーで学び、そこからジェサミン郡の寄宿学校で学んだ。級友にはトーマス・アレクサンダー・マーシャル、ジョン・ブレッキンリッジ、フランシス・プレストン・ブレアらがいた。クリッテンデンは特にブレアと親しくなった。後に政治上の立場は異なるものとなったが、彼らの友情には影響しなかった。寄宿学校での一年後、クリッテンデンは、法を学ぶためにレキシントンのジョージ・ビブの家に住み込むこととなった。彼はワシントン大学（現在のワシントン・アンド・リー大学）に入学、数学と純文学を研究して、ヒュー・ローソン・ホワイトと親しくなった。ワシントン大学のカリキュラムに不満を持つようになり、彼はウィリアム・アンド・メアリー大学に入学する。そこではセント・ジョージ・タッカーに師事し、ジョン・タイラーとの面識を持つようになった。1806年に同大を卒業し、翌1807年にケンタッキー州で法曹界入りする。彼はウッドフォード郡で弁護士業を開業したが、有能な弁護士がすでにケンタッキー州中央部で開業していたため、州西部のローガン郡に転居、ラッセルビルで開業する。22歳の時にイリノイ準州のニニアン・エドワーズ知事が彼を検事総長に任命した。翌年エドワーズはクリッテンデンを彼の補佐官とした[a]。
1811年5月27日、クリッテンデンはサラ・O・リーとヴァーセイルズの彼女の家で結婚した。リーは後に大統領となるザカリー・テイラーのいとこであった。夫妻は、サラが1824年9月半ばに死去するまでに7人の子どもをもうけた。子どもには後の南軍の少将、ジョージ・B・クリッテンデンと、北軍の将軍トマス・L・クリッテンデンがいた。娘のサリー・リー・「マリア」クリッテンデンの息子、ジョン・C・ワトソンは19世紀後半のアメリカ海軍の少将であった。

## 政治経歴
その政治経歴はローガン郡選出のケンタッキー州下院議員としてであり、彼は同職を1811年から1817年まで務めた。1811年の法律制定会議の後、彼はインディアン討伐遠征に向かうサミュエル・ホプキンス将軍の従卒に志願した。米英戦争が始まると、ケンタッキー州知事チャールズ・スコットは彼をケンタッキー州民兵の補佐官に任命した。1813年にはアイザック・シェルビー知事の補佐官となり、テムズの戦いに参加した。戦争が終わると、知事は忠実な命令の実行に対しての特別感状を与えた。その後クリッテンデンはラッセルビルで弁護士業を再開した。
1814年、シェルビー知事はジョージ・ビブの退任によって空席となった上院議員にクリッテンデンを任命した。しかしながら、任命当時クリッテンデンは27歳であり、憲法で定められた年齢制限30歳には3歳足りなかった。従って彼はケンタッキー州下院議員に戻り、ジョン・ローワンに代わって議長に選出された。彼は議長職を1815年から1817年まで務めた。
議長としてクリッテンデンは喧噪の中議会をまとめた。1816年10月に、選出されたばかりのジョージ・マディソン知事が死去した。副知事のガブリエル・スローターがその後を継いだが、スローターはまもなく2度の不信任決議を受け、州民からの支持が降下していった。ジョン・ブレッキンリッジ率いる議員の一団は、副知事の知事就任は新たな知事選の結果後継者が選任されるまでを前提としたものだと指摘した。彼らはスローターが単なる「知事代理」であると主張した。彼らは新たな知事選の実施を求めた要望書を下院に提出した。要望は棄却されたが、クリッテンデンはそれを支持した。
クリッテンデンが選挙を支持したことは人々に好意を持って受け入れられ、政治的にも好都合となった。上院議員マーティン・D・ハーディン（スローターの不信任を主張した一人）の任期が1817年に終了すると、ケンタッキー州議会はその後任としてクリッテンデンを選出した。彼は最年少であったが、新設された上院司法委員会の第2代委員長を務めた。彼はまた海事委員会のメンバーでもあった。その任期中、彼は1798年の治安諸法に基づいて罰金を科された人々に還付を行い、補償するための法律を提案した。彼は国政の面白さに気がついたが、3番目および4番目の子どもが生まれ、金銭的負担が増加すると、1819年3月3日に議員を辞職するという決定を促すこととなった。

### 州での法務職期間
クリッテンデンは連邦上院議員を退いた後、州都フランクフォートに移住し、多くの顧客を引き受け、州政界の中心に近づいていった。フランクフォートに移り住んでからの顧客には元大統領のジェームズ・マディソン、ジェームズ・モンロー、後の副大統領リチャード・メンター・ジョンソン、後の州知事、ジェームズ・ターナー・モアヘッド、ジョン・ブレシット、ロバート・P・レッチャーがいた。この期間、彼はヘンリー・クレイと協力し、ロバート・C・ウィックリフの息子チャールズ・ウィックリフの弁護を引き受けた。ウィックリフは「Kentucky Gazette」紙の編集人を殺害した疑いで訴追されていた。クリッテンデンは、殺害が自衛のためであると主張し、クレイは情熱的な最終弁論を行った。陪審は彼らの答弁書提出後まもなく「無罪」を評決した。
1820年1月、クリッテンデンとジョン・ローワンはテネシー州とケンタッキー州の境界線紛争の解決を手助けするのに選ばれた。境界線は北緯36度30分の緯線に沿って引かれるべきであった。しかしながら調査を行ったトーマス・ウォーカー博士は誤って南寄りに線を引いた。クリッテンデンとローワンは「ウォーカー・ライン」をカンバーランド山地からテネシー川までの境界のまま残し、テネシー州はテネシー川西の誤りを補い、または境界を北緯36度30分にリセットするよう提案した。テネシー州の委員は両者の提案を拒絶し、代わりに州同士の既存の払い下げ地を保持する互換的な協定が存在する状態で、ウォーカー・ラインはテネシー川の東までとし、西の部分をもっと短くするよう申し入れた。クリッテンデンは申し出を受け入れるつもりであったが、ローワンは同意しなかった。ケンタッキー州の委員はその件を仲裁に提出するよう提案したが、テネシー州側は拒否した。総会への報告でクリッテンデンは、ケンタッキー州がテネシー州の提案を受け入れるよう勧告した。委員達はクリッテンデンのレポートによって動揺した。そして、契約覚書は1820年2月2日に調印された。
クリッテンデンは1823年にトランシルヴァニア大学の理事に選出されたが、これはヘンリー・クレイの応援活動を行うためであった。一年後に大学の教授陣は法学の名誉博士号を授与した。また、クリッテンデンはフランクフォートのケンタッキー・セミナリーの理事および代理人を務めた。彼は1824年の大統領選においてクレイの支持のため自らの影響力を行使し、クレイが選挙戦から脱落するまで続けられた。その後はアンドリュー・ジャクソンを支持したが、ジョン・クィンシー・アダムズが選出された場合、おそらくクレイを国務長官に指名するだろうことを知ってアダムズの支持に転じた。批評家はアダムズのクレイに対する申し入れを「裏取引」として非難したが、結果はアダムズが当選した。クレイは国務長官に就任するとき、クリッテンデンを第二合衆国銀行のケンタッキー州主任顧問の席に勧める用意をしていたが、銀行は彼の就任を選択しなかった。

### 新旧法廷論争
クリッテンデンは1825年にケンタッキー州下院議員を務め、1827年に連邦地方検事に指名承認された。1828年にはジョン・クインシー・アダムズ大統領から連邦最高裁の陪席判事に指名を受けたが、連邦上院から承認を拒否された。クリッテンデンは1829年にアンドリュー・ジャクソン大統領によって連邦地方検事の職を降ろされた。クリッテンデンは1829年から1832年まで再びケンタッキー州下院議員を務め、1835年3月4日にホイッグ党から再び連邦上院議員に選任された。クリッテンデンは1841年3月3日の任期満了まで連邦上院議員を務めた。
クリッテンデンは1841年3月にウィリアム・ハリソン大統領から司法長官に指名された。クリッテンデンは同年9月まで半年間、司法長官を務めた。その後1842年3月31日、クリッテンデンは空席充当のため再び連邦上院議員に選任された。クリッテンデンは連邦上院議員を1848年6月12日に辞職した。クリッテンデンは連邦上院において軍事委員会に参加した。
クリッテンデンは1848年にケンタッキー州知事に選出された。1850年、クリッテンデンはミラード・フィルモア大統領から再び司法長官に指名され、州知事を辞職した。クリッテンデンは1850年7月から1853年3月まで司法長官を務めた。1855年3月4日、クリッテンデンは再び連邦上院議員に選任され、1861年3月3日の任期満了まで連邦上院議員を務めた。
クリッテンデンは1861年3月4日から1863年3月3日まで連邦下院議員を務めた。そして1863年7月26日、クリッテンデンはケンタッキー州フランクフォートにおいて死去した。クリッテンデンの遺体はフランクフォート市内の州立墓地に埋葬された。

## 参照
1. 1 2 3 4  Howard, p. 64
2. 1 2 3  Kirwan, p. 3
3. 1 2  Coulter, "John Jordan Crittenden"
4. ↑  Allen, p. 100
5. 1 2 3 4 5 6  Taylor, A Leaf Upon a Torrent
6. ↑  Kirwan, p. 9
7. 1 2 3 4  Kirwan, p. 10
8. ↑  Kirwan, p. 12
9. 1 2 3  "Crittenden, John Jordan". Biographical Directory of the United States Congress
10. ↑  Ragan, p. 4
11. ↑  Kirwan, p. 16
12. ↑  Kirwan, p. 203
13. ↑  Kirwan, p. 45
14. ↑  Hatter, p. 55
15. ↑  Coleman, vol. I, p. 15
16. ↑  "Kentucky Governor John Jordan Crittenden". National Governors Association
17. ↑  Hatter, p. 53
18. ↑  Kirwan, p. 30
19. ↑  Kirwan, p. 31
20. ↑  Harrison, p. 240
21. ↑  Kirwan, pp. 31-32
22. 1 2  Kirwan, p. 33
23. 1 2 3  Howard, p. 65
24. ↑  Kirwan, pp. 35-36
25. ↑  "John Jordan Crittenden" in American Law Encyclopedia
26. 1 2 3 4 5 6  Kirwan, p. 38
27. ↑  Kirwan, pp. 40-41
28. ↑  Kirwan, p. 41
29. 1 2  Kirwan, p. 42
30. 1 2 3  Ragan, p. 8